# Liste der Einträge im National Register of Historic Places im Waller County
Die Liste der Registered Historic Places im Waller County führt alle Bauwerke und historischen Stätten im texanischen Waller County auf, die in das National Register of Historic Places aufgenommen wurden.

## Aktuelle Einträge
| Lfd. Nr. | Name                                                 | Bild | Datum der Eintragung | Adresse/Lage                           | Ort          | ID-Nr.   | Beschreibung |
| -------- | ---------------------------------------------------- | ---- | -------------------- | -------------------------------------- | ------------ | -------- | ------------ |
| 1        | Annie Laurie Evans Hall                              |      | 3. Juni 1999         | L.W. Minor St., building #0544         | Prairie View | 99000613 |              |
| 2        | Foster Hall                                          |      | 30. Aug. 1994        | Prairie View A and M University campus | Prairie View | 79003021 |              |
| 3        | Fry-Thomas Power Plant                               |      | 21. Apr. 1999        | A.G. Cleaver St., Building #0529       | Prairie View | 99000615 |              |
| 4        | G. R. Woolfolk Social and Political Science Building |      | 3. Juni 1999         | A.G. Cleaver St., building #0503       | Prairie View | 99000616 |              |
| 5        | Hilliard Hall                                        |      | 3. Juni 1999         | A.G. Cleaver St., building #0537       | Prairie View | 99000614 |              |
| 6        | L. C. Anderson Hall                                  |      | 3. Juni 1999         | L.W. Minor St., building #0541         | Prairie View | 99000611 |              |
| 7        | Liendo Plantation                                    |      | 21. Juni 1971        | 2 mi. NE of Hempstead off FM 1488      | Hempstead    | 71000970 |              |
| 8        | Veterinary Hospital                                  |      | 3. Juni 1999         | E.M. Norris St., building #0517        | Prairie View | 99000617 |              |
| 9        | W. R. Banks Library                                  |      | 3. Juni 1999         | L.W. Minor St., building #0508         | Prairie View | 99000612 |              |